# Mahir al-Mu’ajkili
Mahir ibn Hamad ibn Mu’ajkil al-Mu’ajkili (arab. ماهر بن حمد بن معيقل المعيقلي, ur. 7 stycznia 1969 w Medynie) - arabski szejk i imam Wielkiego Meczetu w Mekce. Jest jednym z najsłynniejszych recytatorów Koranu.

## Życiorys
Urodził się 7 stycznia 1969 roku w Medynie, gdzie studiował w kolegium nauczycielskim. Następnie pracował jako nauczyciel matematyki. Przeniósł się do Mekki, gdzie również był nauczycielem. Tam na Uniwersytecie Umm al-Kura ukończył studia wyższe, a w roku 2004 uzyskał tytuł magistra w dziedzinie szariatu. 
W roku 2012 na tym uniwersytecie uzyskał również doktorat. Następnie był wykładowcą Kolegium Szariatu i Studiów Islamskich oraz prodziekanem Kolegium Studiów Sądowych, Regulaminu Studiów Podyplomowych i Badań Naukowych. W 2016 roku złożył oficjalną wizytę w Kirgistanie.

## Życie prywatne
Jest żonaty i ma czworo dzieci (dwie córki i dwóch synów).